# Alexandre Filaletes
Alexandre Filaletes (en llatí Alexander Philalethes, en grec antic Ἀλέξανδρος Φιλαλήθης) va ser un antic metge grec anomenat també Alexander Amator Veri (per Octavius Horatianus) i probablement era el mateix que Celi Aurelià anomena Alexander Laodicensis.
Va viure probablement al final del segle i aC, ja que Estrabó diu que era contemporani seu. Va ser deixeble d'Asclepíades Bitini, i va succeir a Zeuxis com a cap de l'escola de medicina fundada per Heròfil de Calcedònia i establerta a Frígia entre Laodicea i Carura. Va ser tutor d'Aristoxenus i Demòstenes Filaletes. És citat diverses vegades per Galè i per Soranus i va escriure algunes obres de medicina que no s'han conservat.